# 社會網路行銷
社會網路行銷（Social Network Marketing），或稱為社會媒體行銷（Social Media Marketing），指企業為了行銷的目的，在社群網路服務（包括 Blog、Youtube、Facebook、Twitter等社會化媒體）上創造特定的訊息或內容來吸引消費大眾的注意，引起線上民眾的討論，並鼓勵讀者透過其個人的社會網路去傳播散佈這些行銷內容，並進而提升與客戶的關係與滿意度的行銷策略。

## 定義
個人或群體透過群聚網友的網路服務，來與目標顧客群創造長期溝通管道的社會化過程。社群網路行銷 (Social Media Marketing) 需要透過一個能夠產生群聚效應的網路服務媒體來運作或經營。這個網路服務媒體在早期可能是BBS、論壇、部落格、一直到近期的Plurk(噗浪)、Youtube、Twitter、或者是Facebook。由於上述的這些網路服務媒體具有互動性，因此，能夠讓網友在一個平台上，彼此溝通與交流。

## 關聯項目
- 網路行銷
- 社群網路服務
- 社會化媒體